# Ewa Andrzejewska (chemik)
Ewa Andrzejewska (ur. 24 lutego 1950 w Gostyniu, zm. 21 czerwca 2019) – polska chemik, profesor nauk chemicznych, profesor zwyczajny Instytutu Technologii i Inżynierii Chemicznej Wydziału Technologii Chemicznej Politechniki Poznańskiej.

## Życiorys
W 1973 ukończyła studia na Politechnice Poznańskiej. 22 października 1982 na Uniwersytecie im. Adama Mickiewicza obroniła pracę doktorską Polimeryzacja 1,3,5-tritianu w stanie stałym inicjowana promieniowaniem nadfioletowym, a 23 czerwca 1998 habilitowała się na Politechnice Poznańskiej na podstawie oceny dorobku naukowego oraz pracy Fotoinicjowana polimeryzacja di(met)akrylanów: kinetyka procesu oraz właściwości produktu reakcji. 7 października 2010 nadano jej tytuł naukowy profesora w zakresie nauk chemicznych.
Objęła stanowisko profesora zwyczajnego w Instytucie Technologii i Inżynierii Chemicznej na Wydziale Technologii Chemicznej Politechniki Poznańskiej.
Zmarła 21 czerwca 2019. Jej pogrzeb odbył się w dniu 3 lipca 2019 roku.

## Odznaczenia
- Medal Komisji Edukacji Narodowej (2005)[3][2]
- Złoty Medal za Długoletnią Służbę[3]
- Złoty Krzyż Zasługi (2003)[3][2]

## Publikacje
- 2001: Photopolymerization kinetics of multifunctional monomers
- 2006: Preparation of polymer blends by means of photopolymerization of monomer/polymer systems[1]
- 2006: Highly conductive solid polymer-(ionic liquid) electrolytes prepared by in situ photopolymerization[1]
- 2009: Highly conductive ionic liquid based ternary polymer electrolytes obtained by in situ photopolymerisation[1]
- 2009: Composites of photocured acrylic resins with natural and polymeric fibers[1]
- 2013: Fotopolimeryzacja monometakrylanu glikolu polietylenowego w cieczach jonowych z kationem imidazoliowym[1]
- 2013: A novel functional MgO∙SiO2/polyhedral oligomeric silsesquioxane hybrids as an active filler of polypropylene[1]
- 2014: Particle clustering in photocurable nanocomposites: dependence of curing kinetics and viscoelastic properties[1]